# 谷端奏人
谷端 奏人（たにはた かなと、2002年1月27日 - ）は、日本のミュージシャン、俳優（元・子役）である。
シンガーソングライターとして活動中。
ファイブ☆エイト キッズ元所属。東京都出身。洗足学園音楽大学JAZZ科卒業

## 略歴（子役時代）
2003年、映画『CASSHERN』でデビュー（公開は2004年）。
2007年、テレビドラマ『和田アキ子殺人事件』、映画『東京タワー 〜オカンとボクと、時々、オトン〜』の出演により知名度を上げる。
観月ありさが主演のテレビドラマ2008年、2013年、『斉藤さん』シリーズの斉藤の息子、斉藤潤一役でも知られている。

## 出演

### 映画
- CASSHERN（2004年4月24日公開）
- 東京タワー 〜オカンとボクと、時々、オトン〜（2007年4月14日公開）ボク（幼少） 役
- カフェ代官山2（2008年）優音 役
- なくもんか（2009年）山岸徹平 役

### テレビドラマ
- 和田アキ子殺人事件（2007年2月12日、TBS）西田秀樹 役
- 怪奇大作戦 セカンドファイル 第2話（2007年4月9日、NHK BShi）
- ドラマ30 お・ばんざい!（2007年9月3日 - 10月26日、TBS）花園雷智 役
- 暴れん坊ママ（2007年、フジテレビ）北条蓮 役
- 斉藤さん（2008年、日本テレビ）斉藤潤一 役
- 音女 ナンパされる音女編（2008年、テレビ朝日）大輔 役
- 母恋ひの記（2008年、NHK）藤原滋幹（少年期） 役
- 月曜ゴールデン 女子刑務所東三号棟8（2010年6月21日、TBS）澤田翔太 役
- Q10（2010年、日本テレビ）藤丘勇人 役
- 犬を飼うということ〜スカイと我が家の180日〜（2011年、テレビ朝日）タクマ 役
- 妄想捜査〜桑潟幸一准教授のスタイリッシュな生活（2012年1月22日、テレビ朝日）相沢健二 役
- 警部補 矢部謙三2 最終話（2013年8月30日、テレビ朝日）矢部謙三（幼少） 役
- 斉藤さん2（2013年）斉藤潤一 役
- 天使と悪魔-未解決事件匿名交渉課-第8話（2015年）平林茂典（少年時代） 役

### バラエティ
- ネオコラ!〜東京環境会議〜（2008年、フジテレビ）
- SAVE THE FUTURE エコレゾTV（2009年12月19日、NHK）
- シャキーン!（2011年4月4日 - 、Eテレ）シャキーン!観察日誌 鈴木タカシ 役

### CM
- 日立製作所 W000!（2007年）
- ムーンスター チロリアンキャロット（2007年）
- 一正蒲鉾（2008年）
- アリコジャパン ファミリー保険 節約パターン篇（2008年）
- サッポロ一番 みそラーメン（2008年）

### スチール
- ベネッセコーポレーション中学講座（2015年）
- 志学館高等部（2019年度）学校案内（2018年）